# 東京映画新社
株式会社東京映画新社（-とうきょうえいがしんしゃ）は、かつて存在した日本のテレビ映画の製作会社である。前身は「駅前シリーズ」で知られる東京映画株式会社で、1983年（昭和58年）8月25日に同社を改組して設立した。2004年（平成16年）9月1日、東宝に合併して、同社は解散、消滅した。

## 略歴・概要
1983年（昭和58年）8月25日、東京映画株式会社を発展的に改組して設立した。東京映画は、すでに1970年代末に東京都世田谷区船橋にもっていた自社の撮影所である東京映画撮影所を売却し、1981年（昭和56年）、森谷司郎監督の『漂流』をもって劇場用映画の製作から撤退していた。
定款には「劇場用映画の製作」が含まれており、映画の制作プロダクションではある が、設立以降、劇場用映画は製作しておらず、事実上、テレビ映画の製作に特化した企業となった。東宝スタジオ等を使用して、昼ドラマや土曜ワイド劇場等の枠でテレビ映画を製作した。
新社創立10周年にあたる1993年（平成5年）、東宝のテレビ映画『太陽にほえろ!』をかつて立ち上げたプロデューサー梅浦洋一が代表取締役社長に就任した。梅浦の就任後は、とくに同作にともに携わった岡田晋吉の所属する日本テレビ、岡田の社長就任後の中京テレビ放送との作品を製作した。
2004年（平成16年）9月1日、東宝に合併して、同社は解散、消滅した。東京映画および同社の旧作の版権は東宝が管理している。

## おもなフィルモグラフィ
- 『あによめ』 : 東海テレビ / フジテレビ、1986年
- 花王 愛の劇場『母さんと呼びたい』 : TBS、1987年
- 土曜ワイド劇場『京都神戸殺人事件』 : 監督井上芳夫、テレビ朝日、1988年
- 『知ってるつもり?!』 : 日本テレビ、1989年 - 2002年
- 火曜スーパーワイド『函館のおんな』 : 監督日高武治、朝日放送 / テレビ朝日、1990年
- 山田太一ドラマスペシャル『せつない春』 : 監督松原信吾、テレビ東京、1995年
- 花王 愛の劇場『ひよこたちの天使』 : TBS、1987年
- 火曜サスペンス劇場『追跡』 : 日本テレビ、1997年 - 1999年
- 金曜ロードショー『七曲署捜査一係』 : 日本テレビ・中京テレビ放送・東宝、1997年 - 1999年
- 金曜ロードショー『刑事』 : 日本テレビ・中京テレビ放送、2000年
- 土曜ワイド劇場『罠の二重誘拐』 : 監督池広一夫、テレビ朝日、2002年
- 土曜ワイド劇場『京都～奈良万葉の旅連続殺人! 31文字に隠された複合動機の謎』 : 監督小平裕、テレビ朝日、2002年
- 山田太一ドラマスペシャル『香港明星迷』 : 監督松原信吾、テレビ東京、2002年

## 関連事項
- 東京映画
- 東京映画撮影所

## 註
1. 1 2 3 4 5 6 7 8 9 10 11 12 13 14  簡易合併に関するお知らせ、東宝、2004年6月22日付、2009年10月10日閲覧。
2. ↑  1981年 公開作品一覧 - 482作品、日本映画データベース、2009年10月10日閲覧。